# Insula São Miguel
São Miguel (în portugheză Ilha de São Miguel, în traducere „Insula Sfântului Mihail”) este o insulă în Azore.